# Gharjan
Gharjan je mesto v severozahodni Libiji, v okrožju Džabal al Gharbi, ki leži 80 km južno od Tripolija. Gharjan je eno največjih mest v okrožju. Pred letom 2007 je bil upravni sedež okrožja Gharjan.
Leta 2005 je bilo prebivalstvo Gharjana ocenjeno na 170.000 in je do leta 2011 naraslo na več kot 187.000.

## Zgodovina
Gharjan je bil na trgovskih poteh tako južno do Fezana kot čez gorovje Nafusa. Zgodnja naselbina je bila v jamah, tj. pod zemljo.
Od leta 1830 do 1855 se je Gharjan upiral svojim osmanskim vladarjem. Do leta 1884 so Osmani v Gharjanu ustanovili župana in mestni svet.
Gharjan je veljal za središče tripolitanskega upora proti italijanski invaziji v začetku 20. stoletja.
Gharjan, ki ga je do leta 1925 v celoti okupirala Italija, se je razvil nad zemljo, med letoma 1925 in 1928 pa so zgradili pošto in telegraf, policijsko postajo, medicinsko kliniko, več šol in hotel.
Berbersko pleme Avlad Abu Saj je osredotočeno okoli Gharjana in Mizde na jugu.

### 2011 Libijska državljanska vojna
V začetku leta 2011 se je mesto vključilo v vsedržavno vstajo proti Gadafiju. Sprva uspešno, 2. marca pa so ga vladne sile ponovno zavzele.
Aprila so uporniki uspeli zasesti več bližnjih mest in vzpostaviti drugo ozemlje v osrednjem mestu, prvo mesto pa je svojo voljo proti režimu pokazalo 16. februarja. ZENTAIN Libija poleg Misrate ni bil več pod nadzorom Gadafijevih sil, toda do konca junija upornikom še vedno ni uspelo zavzeti Gharjana. 13. avgusta 2011 so uporniške sile v Libiji sprožile novo bitko za nadzor nad mestom in ga obvladale v dveh dneh.

### Druga libijska državljanska vojna
4. aprila 2019 je mesto padlo v roke silam, zvestim generalu Khalifi Haftarju iz Tobruka, kot del širše ofenzive Libijske narodne vojske (LNA) v zahodni Libiji. Konec junija je bilo mesto ponovno zavzeto od LNA v protiofenzivi s silami Vlade narodnega soglasja s sedežem v Tripoliju, ki so jim pri njihovih prizadevanjih pomagali kolaborantski prebivalci mesta, ki so se mobilizirali proti silam LNA. LNA je ponovno začela ofenzivo junija 2020.

## Gospa iz Gharjana
Zahodno od Gharjana je na desni strani slaba cesta, ki vodi do zapuščene nekdanje italijanske vojašnice, relikvije druge svetovne vojne.
V kampu je razpadajoča stavba. Na opeke ene od sten znotraj stavbe je naslikana ogromna (približno 4 m x 10 m) upodobitev gole ženske, ki leži na boku, v ameriškem pin-up stilu. Zgornji del trupa ženske je oblikovan kot netočna predstavitev severnoafriške obale, izstopajoče točke njene anatomije pa so označene z imeni severnoafriških mest.
Lady of Garian je narisal Clifford Sabre, prostovoljni ameriški voznik reševalnega vozila pri britanski 8. armadi. Saber je ustvaril stensko poslikavo, da bi pomagal dvigniti moralo svojih kolegov, končal pa 2. marca 1943, medtem ko je bila njegova enota nekaj dni nastanjena v vojašnici v Gharjanu.

## Gospodarstvo
Zaradi goratega podnebja (precej bolj zmernega v primerjavi s preostalim delom Libije) se gojijo fige, skupaj z olivami in žafranom, za lokalno uporabo in izvoz. Gharjan je znan tudi po svoji keramični industriji.
Libijska podjetja za oljčno olje iz Gharjana so osvojila srebrno in bronasto nagrado na mednarodnem tekmovanju oljčnega olja EVO IOOC v Italiji leta 2020 v Palmiju, mednarodnem tekmovanju oljčnega olja Athena 2020 na Lezbosu in leta 2021 na tekmovanju GOOA v Berlinu.